# درخت لاله (سرده)
درخت لاله (نام علمی: Liriodendron) نام یک سرده از تیره مگنولیان است.